# 奥莉加·法特库林娜
奥莉加·亚历山德罗芙娜·法特库林娜（俄語：Ольга Александровна Фаткулина，1990年1月23日—），俄罗斯女子速度滑冰运动员，2014年冬季奥林匹克运动会女子500米银牌得主、2021年世界速度滑冰锦标赛女子500米铜牌得主。